# Samuel Samoslav Vanko
Samuel Samoslav Vanko (Banská Bystrica, 16 gennaio 1811 – Vienna, maggio 1854) è stato un pastore protestante e scrittore slovacco.

## Biografia
Studiò fino al 1832 al liceo di Banská Štiavnica, quindi dal 1833 al 1835 studiò teologia al liceo evangelico di Presburgo, l'odierna Bratislava, e dal 1836 al 1837 alla facoltà teologica di Vienna. Negli stessi anni della sua formazione fu anche insegnante: prima alla scuola evangelica di Banská Bystrica, poi come precettore a Zárečie e a Romhány. Fu poi amministratore parrocchiale e maestro a Szarvas, dal 1846 parroco evangelico a Semlac. Fu membro della Società ceco-slovacca del liceo di Presburgo e successivamente collaboratore dell'associazione nazionale Tatrín. Fu autore di un libro di disciplina.